# Xenimpia transmarina
Xenimpia transmarina là một loài bướm đêm trong họ Geometridae.